# POETIC Live 1986
『POETIC Live 1986』（ポエティックライブ　ナインティーン エイティーシックス）は、斉藤由貴の初のライブ・アルバム。2009年8月5日発売。発売元はポニーキャニオン。規格品番：PCCA-50145。

## 解説
歌手デビュー25周年企画の一環として、特別なCDプレーヤーを購入することなく高音質再生が可能であるとされるHiQualityCD（HQCD）仕様で発売された初のライブ・アルバム。見開きダブル紙ジャケット仕様となっている。
収録内容は、1986年9月10日に20歳を迎えた誕生日当日に、NHKホールで開催されたコンサート「POETIC」の実況録音である。そのため、「HAPPY BIRTHDAY TO YOU」が歌われている。「今だけの真実」では谷山浩子がゲスト出演し、ピアノ演奏をした。アンコール曲の「青空のかけら」と「今だけの真実」の間に「土曜日のタマネギ」を歌っているが未収録となった。
歌詞ブックレットは未発表写真がふんだんに使用され、冒頭に制作プロデューサー・長岡和弘のコメントを収載。

## 収録曲

### Disc 1
1. 月野原（2:59）
2. 悲しみよこんにちは（3:56）
3. MC-1 BGM:土曜日のタマネギ（2:00）
4. パジャマのシンデレラ（4:15）
5. 指輪物語（4:17）
6. MC-2 BGM:コスモス通信（2:48）
7. コスモス通信（6:33）
8. 初戀（4:50）
9. 卒業（4:40）
10. MC-3 BGM:卒業（1:57）
11. 情熱（4:52）
12. 白い炎（6:03）

### Disc 2
1. AXIA 〜かなしいことり〜（3:59）
2. MC みんなでハッピーバースデートゥーユー（1:35）
3. 石鹸色の夏（4:04）
4. お引越し・忘れもの（4:50）
5. ささやきの妖精（4:53）
6. 手のひらの気球船（4:36）
7. 海の絵葉書（4:58）
8. 青空のかけら（4:43）
9. 今だけの真実（4:52）

## 関連作品
- 各アルバムの初版CDに収録されているもの

AXIA - Disc 1 M-9・12、Disc 2 M-1・3・6
The Special Series 斉藤由貴 - Disc 1 M-8・9・11・12、Disc 2 M-1・3・6・7
ガラスの鼓動 - Disc 1 M-1・4・7・8・11、Disc 2 M-4・7・9
チャイム - Disc 1 M-2・5、Disc 2 M-8
YUKI'S BRAND - Disc 1 M-1、Disc 2 M-4・9
Yuki's MUSEUM - Disc 1 M-2・8・9・11・12、Disc 2 M-8
YUKI's BEST - Disc 1 M-2（Remix）・9、Disc 2 M-1・8（Remix）
MYこれ!クション 斉藤由貴BEST - Disc 1 M-2・8・9・11・12、Disc 2 M-1・8
斉藤由貴 SINGLESコンプリート - Disc 1 M-2・5・8・9・11・12、Disc 2 M-1（12inch Version）・3・4・5・7・8
悲しみよこんにちは（21st century ver.） - Disc 1 M-2（Retake）・M-12（Retake）
斉藤由貴 ヴィンテージ・ベスト - Disc 1 M-1（Retake）・2（Retake）・9（Retake）・12（Retake）、Disc 2 M-1（Retake）
re-package 3in1 - Disc 1 M-2（12inch Version）